# Fuhrn

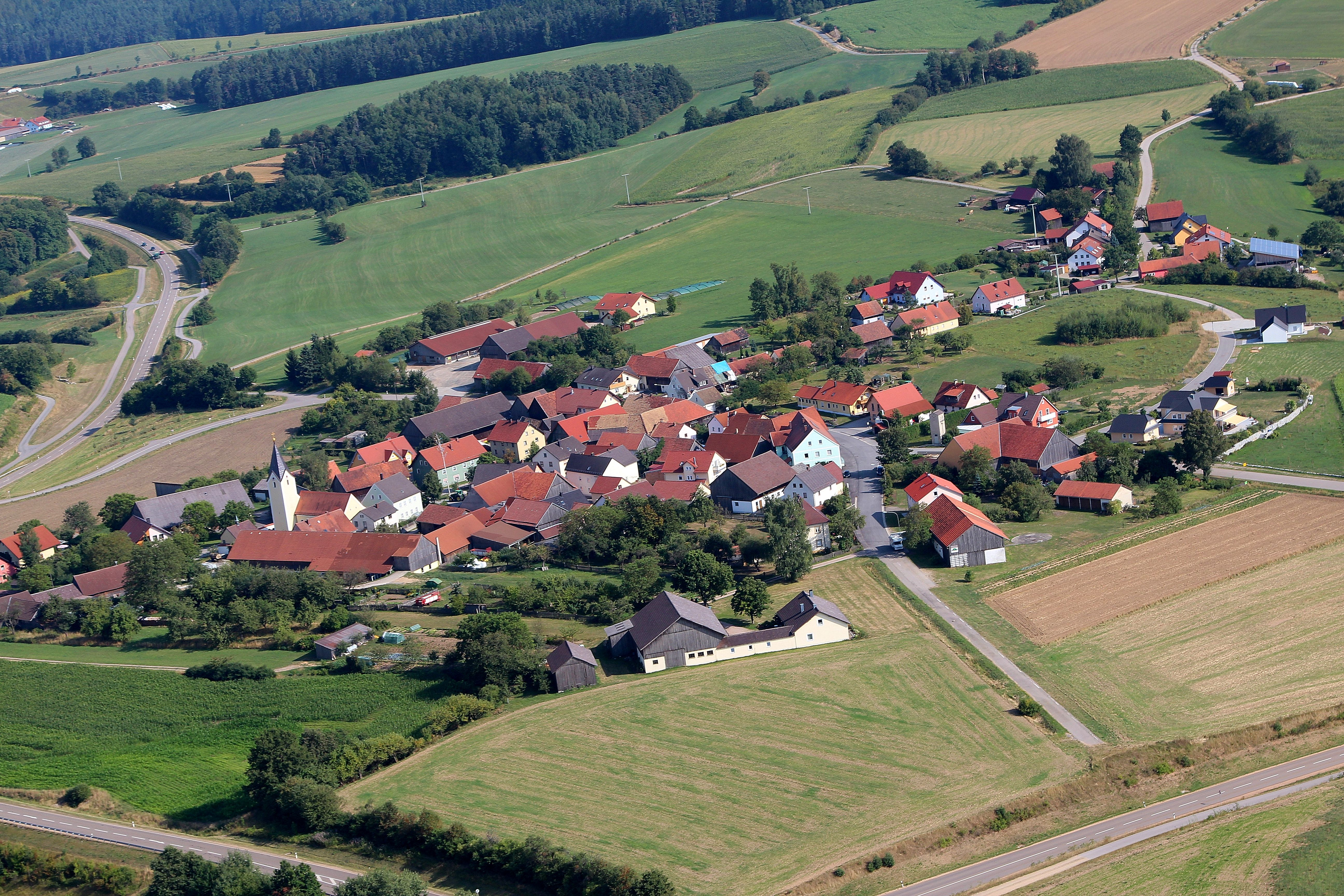
Fuhrn (2013)

Fuhrn ist ein Ortsteil der Stadt  Neunburg vorm Wald im Landkreis Schwandorf in Bayern.

## Geographie
Fuhrn liegt circa neun Kilometer westlich von Neunburg vorm Wald an der Staatsstraße 2151, die Neunburg vorm Wald mit der A 93 in Schwarzenfeld verbindet.

## Geschichte
Fuhrn ist eine der ältesten Ortschaften im Landkreis.
Ihr Name lässt keine deutsche Deutung zu.
Eine Herkunft aus dem Südslawischen ist möglich, als Ort, der sehr dem Wind ausgesetzt ist, Sturmplatz.
Bereits 1031 wurde Fuhrn unter dem Namen Furdona schriftlich erwähnt.
Als Vogt des Klosters Sankt Emmeram in Regensburg hatte der Herzog von Bayern die Vogtei über die Kirche in Fuhrn.
Das Kloster St. Emmeram besaß 1100 in Fuhrn 10 Acker mit Einnahmen von 10 Schilling Pfennige. Dieses Gebiet wird noch heute in Fuhrn als Klosterfelder bezeichnet.
Fuhrn gehörte 1283 zum herzoglichen Auerbach.
Es stand 1433 als Pfarrei im Regensburger Diözesanmatrikel.
Fuhrn war schon früher Pfarrei als Kemnath; es war sozusagen die Mutterpfarrei von Kemnath.
1675 wurden die Pfarreien Kemnath und Fuhrn vereinigt und Fuhrn verlor seine Selbständigkeit.
Am 3. März 1913 war Fuhrn Expositur der Pfarrei Kemnath bei Fuhrn, bestand aus 26 Häusern und zählte 152 Einwohner.
Am 31. Dezember 1990 hatte Fuhrn 141 Einwohner und war Expositur der Pfarrei Kemnath bei Fuhrn.

## Kultur und Sehenswürdigkeiten

### Kirche St. Peter und Paul
Fuhrn hat eine im Kern romanische Kirche, deren heutige Anlage aus dem 13. oder 14. Jahrhundert stammt.
Die Inneneinrichtung ist im Stil des Barock und Rokoko gestaltet.
Auf dem Friedhof befindet sich ein mittelalterliches Steinkreuz, das ursprünglich an der Straßenabzweigung nach Hofenstetten stand.
Siehe auch: Liste der Baudenkmäler in Neunburg vorm Wald, Abschnitt Fuhrn

### Aussichtsturm Hirschberg
Auf einer Bergkuppe nördlich von Fuhrn befindet sich der Burgstall Ramberg, Reste einer mittelalterlichen Graben- und Wallanlage.
Am 571 m ü. NHN hohen Hirschberg südlich von Fuhrn steht seit 1973 auf einem nordwestlich des Gipfels gelegenen 556 m ü. NHN hohen Bergsporn ein 26,5 m hoher Aussichtsturm in Holzbauweise. Er wurde im März 2025 durch einen Neubau, ebenfalls in Holzbauweise ersetzt. Die neue Höhe beträgt 29,5 m.

## Töchter und Söhne des Ortes
- Peter Wilhelm (* 1946), deutscher Jurist und ehemaliger Leiter des Landesamts für Finanzen, Träger des Bundesverdienstkreuzes am Bande[8]